# Aenictus porizonoides
Aenictus porizonoides é uma espécie de formiga do gênero Aenictus.